# La Tragédie du Japon (film, 2012)
Pour les articles homonymes, voir La Tragédie du Japon.
Pour plus de détails, voir Fiche technique et Distribution.
La Tragédie du Japon (日本の悲劇, Nihon no higeki) est un film japonais réalisé par Masahiro Kobayashi, sorti en 2012.

## Synopsis
La famille de Fujio Murai a été frappée par la tragédie. Sans emploi, on lui diagnostique un cancer. Il refuse alors de se soigner et retourne chez lui vivre avec son fils Yoshio.

## Fiche technique
- Titre : La Tragédie du Japon[1]
- Titre original : 日本の悲劇 (Nihon no higeki?)
- Réalisation : Masahiro Kobayashi
- Scénario : Masahiro Kobayashi
- Photographie : Sumio Ohki
- Montage : Naoki Kaneko (ja)
- Production : Masahiro Kobayashi
- Société de production : Monkey Town Productions
- Pays de production :  Japon
- Langue originale : japonais
- Format : couleur - 2,35:1 - 35 mm
- Genre : drame
- Durée : 101 minutes
- Dates de sortie : 
  - Corée du Sud : 5 octobre 2012 (festival international du film de Busan)
  - Japon : 31 août 2013[2]

## Distribution
- Tatsuya Nakadai : Fujio Murai
- Shinobu Terajima : Tomoko Murai
- Kazuki Kitamura : Yoshio Murai
- Akemi Ōmori : Ryoko Murai

## Distinctions
Le film a reçu le prix des critiques du festival du film asiatique du Reggio d'Émilie, une mention spéciale au festival du film asiatique d'Osaka et une mention spéciale du jury international au festival international des cinémas d'Asie de Vesoul 2013.